# Antrolana lira
Antrolana lira ist eine seltene, höhlenbewohnende Asselart, die endemisch im Great Valley der nordamerikanischen Appalachen im Westen der Vereinigten Staaten vorkommt. Sie ist die einzige Art der Gattung Antrolana. Der Gattungsname ist von griechisch antron (Höhle) und dem Namen der verwandten Gattung Cirolana abgeleitet. Das Artepitethon lira (Lateinisch: Furche) weist auf Falten auf den Endopoditen der dritten bis fünften Gliedmaßen des Abdomens hin.

## Merkmale
Antrolana lira ist eine abgeflachte, stämmige Assel, deren Körper etwa dreimal so lang wie breit ist. Die Weibchen werden mit etwa 21 Millimetern etwas größer als die Männchen mit höchstens 16 Millimetern Länge. Die Asseln sind wie viele andere höhlenbewohnende Tiere farblos und besitzen keine Augen. Ihr Kopf ist vorne abgerundet und trägt zwei Antennenpaare, von denen das erste relativ kurz und das zweite deutlich länger ist. Von den sieben Laufbeinpaaren am Peraeon ist das erste stämmiger und durch Stacheln und eine höhere Borstenzahl als Tast- und Greiforgan ausgebildet.

## Vorkommen
Das Verbreitungsgebiet der Art liegt in einem etwa 25 Kilometer breiten und 320 Kilometer langen Bereich des Great Valley der Appalachen, der sich von Lexington (Virginia) bis Charles Town (West Virginia). Sie besiedelt überschwemmte Kalksteinhöhlen mit Calciumcarbonat-gesättigtem Wasser. Zuerst beschrieben wurde sie nach Funden in der Madison’s Cave im Shenandoahtal.

## Lebensweise
Über die Lebensweise von Antrolana lira ist sehr wenig bekannt. Die Tiere leben am Grund tiefer Höhlenseen, wo sie in flachen Bereichen auf dem Boden ruhen, im Gegensatz zu den meisten anderen höhlenbewohnenden Asseln aber auch häufig frei im Wasser schwimmen. Sie ernähren sich wahrscheinlich von Aas. In ihrem Verdauungstrakt wurden vorwiegend Körperteile von Insekten gefunden.
Die Population besteht überwiegend aus ausgewachsenen Tieren, so dass die Vermehrungsrate wahrscheinlich relativ niedrig ist und die Tiere langlebig sind. Jungtiere kommen das ganze Jahr über vor, so dass eine spezielle Fortpflanzungszeit unwahrscheinlich erscheint. Die Weibchen weisen keine Brutplatten am Abdomen auf, unter denen Eier getragen werden könnten, so dass die Art möglicherweise lebendgebärend ist.

## Gefährdung
Die Art gilt auf Grund ihrer eingeschränkten Verbreitung und der wahrscheinlich langsamen Vermehrung als empfindlich gegenüber Störungen. Als mögliche Bedrohungen gelten die touristische Nutzung der Höhlen, die zu Beschädigungen der Habitate und zum Eintrag von Nährstoffen und Müll führen, sowie die Schadstoffbelastung des South Rivers, die über das Grundwasser auch die Höhlenseen betreffen könnte. Antrolana lira wird in der Roten Liste der IUCN daher als Vulnerable (gefährdet) geführt und ist in den Vereinigten Staaten als bedrohte Tierart geschützt.